# Zap (motorfiets)
De Zap is een Amerikaanse elektromotor die op vrijwel alle fietsen gemonteerd kan worden. 
De motor zelf zit onder het zadel (op de plaats waar normaal een slot zou zitten) en drijft via een rol het achterwiel aan. De accu zit in een soort hoes in het frame. De hoes dient tevens als draagtas. 